# Brotherhood (álbum de New Order)
Brotherhood é o quarto álbum de estúdio da banda de rock e música eletrônica britânica New Order, lançado em 1986. O álbum contém uma mistura de pós-punk e ritmos eletrônicos, sendo a primeira metade das músicas mais voltada ao pós-punk e a segunda metade, mais voltada a música eletrônica. Apresenta o primeiro single da banda a fazer sucesso nos Estados Unidos, "Bizarre Love Triangle".
| Críticas profissionais                                                      | Críticas profissionais |
| Avaliações da crítica                                                       | Avaliações da crítica  |
| Fonte                                                                       | Avaliação              |
| --------------------------------------------------------------------------- | ---------------------- |
| All Music Guide                                                             | [ 1 ]                  |
| Esta tabela precisa de ser acompanhada por texto em prosa. Consulte o guia. |                        |

## Faixas
Todas as faixas por New Order
| N.º | Título                  | Duração |  |
| 1.  | "Paradise"              | 3:50    |  |
| 2.  | "Weirdo"                | 3:52    |  |
| 3.  | "As It Is When It Was"  | 3:46    |  |
| 4.  | "Broken Promise"        | 3:47    |  |
| 5.  | "Way of Life"           | 4:05    |  |
| 6.  | "Bizarre Love Triangle" | 4:21    |  |
| 7.  | "All Day Long"          | 5:12    |  |
| 8.  | "Angel Dust"            | 3:43    |  |
| 9.  | "Every Little Counts"   | 4:25    |  |